# Mercier Frères Décoration

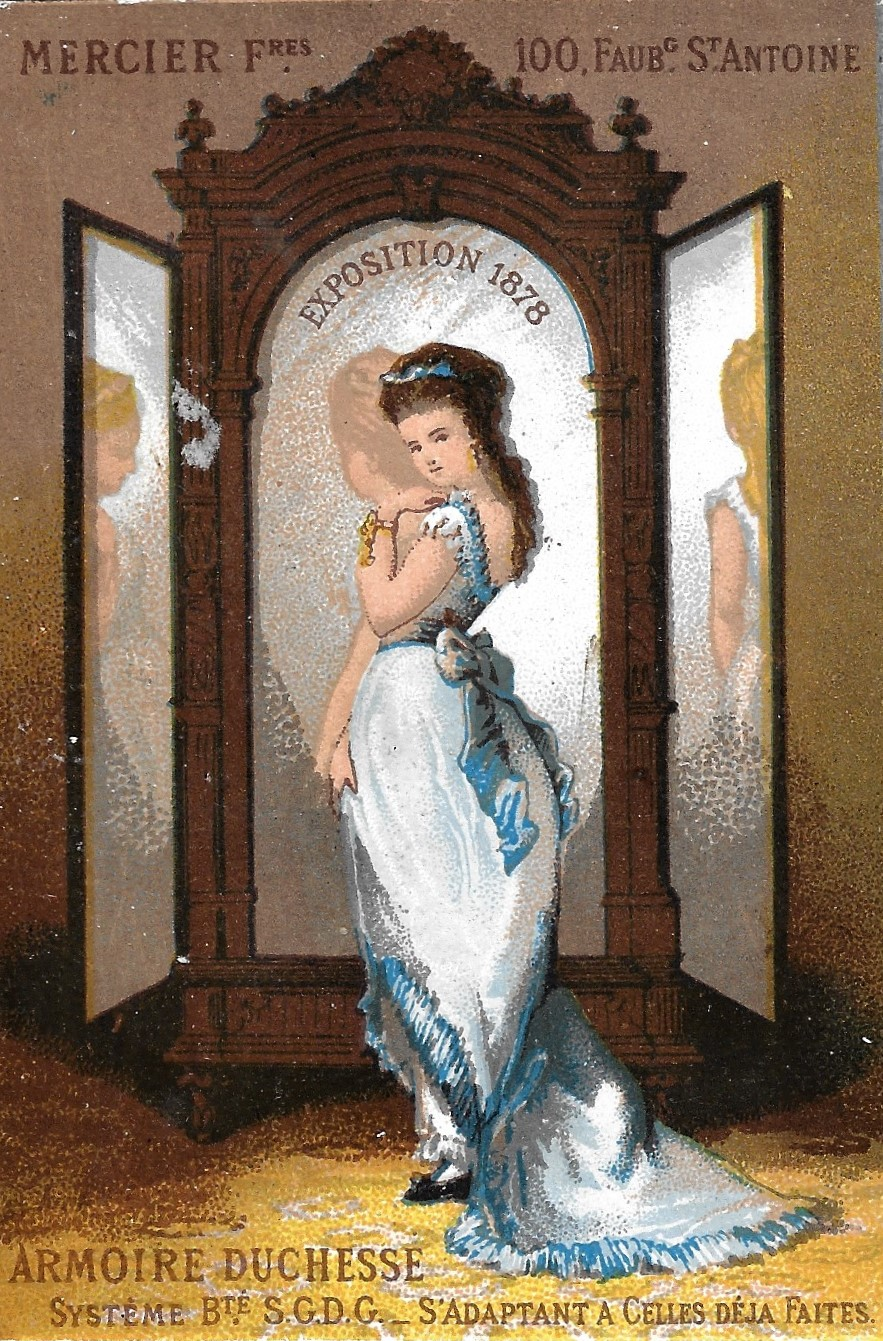
Publicité Mercier Frères. Collection Fondation Alexandre Vassiliev.

Mercier Frères Décoration est une ancienne entreprise de décoration, tapissier et fabricant de meubles, située au 100, faubourg Saint-Antoine, à Paris. Créée en 1828 par Claude Mercier, elle ferme en 1985.

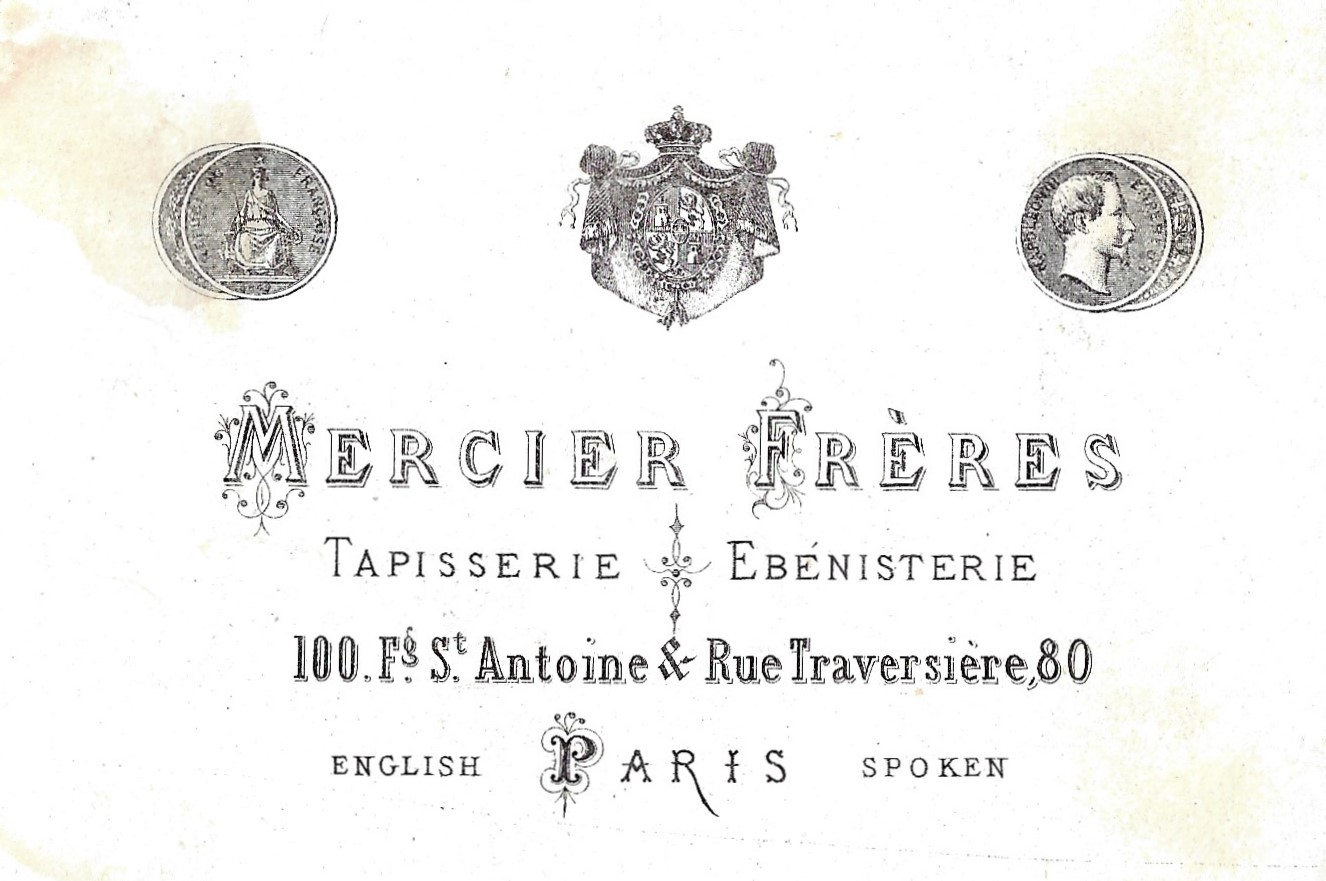
Carte de visite vers 1878. Coll. Fondation Alexandre Vassiliev.

Spécialisée dans les meubles de style,, elle fournit de nombreuses cours européennes, et orientales, particulièrement la famille impériale d'Iran,.

## Événements marquants
Elle participe à l'Exposition universelle de 1867, puis, avec un petit pavillon, à celle de 1900. Elle édite alors un plan des attractions de l'exposition. En 1914, elle ouvre une succursale à Buenos Aires en Argentine, et en 1920 un magasin, le Palais de Marbre, au 77, avenue des Champs-Élysées,. En 1927, elle ouvre une succursale à New York, au 232-236 E. 59th Street.
À l'occasion de l'Exposition universelle de 1937 à Paris, Mercier Frères propose une attraction « Parachute » au pavillon de l’aéronautique. 